# Aliman
Aliman (/a.li.'man/) là một xã ở hạt Constanţa, România. Đô thị này gồm 4 làng:
- Aliman
- Dunăreni (tên lịch sử: Mârleanu hay Mîrleanu)
- Floriile (tên lịch sử: Bac Cuius, tiếng Thổ Nhĩ Kỳ: Bakkuyusu)
- Vlahii

Pháo đài Dacia của Sacidava toạ lạc gần làng Dunăreni.

## Người Aliman
- Dan Spătaru, ca sĩ